# Биланин, Николай Николаевич
Николай Николаевич Биланин (род. 18 декабря 1982, Москва) — российский сноубордист, старший тренер спортивной сборной России по сноуборду.

## Спортивная карьера
Воспитанник ДЮСШ «РГШ-Столица», тренер — Роман Викторович Теймуров. С 2009 года в сборной команде России.
В 2009 году завоевал бронзовую медаль в чемпионате России в дисциплине биг-эйр. В 2010 году стал чемпионом России в хафпайпе. В 2014 году стал серебряным призёром в хафпайпе. Становился победителем Кубка Европы сезона 2012—2013 по сноуборду в хафпайпе.
С 2014 года — на тренерской работе. С 2015 года — старший тренер сборной России по сноуборду. В этом качестве принимал участие в Зимних Олимпийских играх 2018 года в Пхёнчхане.